# یاکوب ششکووسکی
یاکوب ششکووسکی (انگلیسی: Jakub Szyszkowski؛ زادهٔ ۲۱ اوت ۱۹۹۱) ورزشکار دو و میدانی اهل لهستان است.
از باشگاه‌هایی که در آن بازی کرده‌است می‌توان به باشگاه فوتبال شلاسک وروتسواف اشاره کرد.
وی در مسابقات کشوری و بین‌المللی در مجموع برندهٔ ۱ مدال طلا شده‌است.